# Christian Spanne
Christian Spanne, norveški rokometaš, * 20. junij 1986.
Leta 2010 je na evropskem rokometnem prvenstvu s norveško reprezentanco osvojil 7. mesto.